# Ortigia Festival
Ortigia Festival era un festival di teatro, danza, musica e arti visive organizzato ogni anno a Siracusa.
Fondato nel 2001, il festival è ambientato in suggestive cornici sceniche cittadine: la Latomia del Paradiso, il Castello Maniace, la Chiesa di San Giovannello, Piazza Duomo ecc.
Importanti le partecipazioni di personaggi dello spettacolo e del teatro come: Philip Glass, Vittorio Sgarbi, Anna Galiena, Dario Fo, ecc.
Gli spettacoli sono legati soprattutto alla rievocazione in chiave moderna di opere antiche, ma anche di opere attuali.